# Orasema minuta
Orasema minuta är en stekelart som beskrevs av William Harris Ashmead 1888. Orasema minuta ingår i släktet Orasema och familjen Eucharitidae. Inga underarter finns listade i Catalogue of Life.